# 프랑수아 필립 샹파뉴
프랑수아 필립 샹파뉴(영어: François-Philippe Champagne, 1970년 6월 25일~)는 캐나다의 변호사이자 자유당 소속 정치인으로, 2025년부터 재무부 장관을 맡고 있다.

## 생애
프랑수아 필립 샹파뉴는 1970년 6월 25일 캐나다 퀘벡주 그린필드 파크에서 태어나 퀘벡주 셔위니건에서 자랐다. 이후 몬트리올 대학교와 케이스 웨스턴 리저브 대학교 로스쿨에서 법학을 전공하고, 변호사 생활을 시작했다.
영국 생활을 한 후 캐나다로 돌아와 정계에 입문, 2018년부터 이듬해까지 인프라커뮤니티 장관, 2019년부터 2021년까지 외교부 장관, 2021년부터 2025년까지 혁신과학경제개발부 장관을 역임하였으며, 2025년부터 현재까지 재무부 장관직을 맡고 있다.